# Nancy Astor
Pour les articles homonymes, voir Astor.
Nancy Astor, née Nancy Witcher Langhorne, est une femme politique britannique d'origine américaine, née le 19 mai 1879 à Danville (Virginie), morte le 2 mai 1964 au château de Grimsthorpe (Lincolnshire).
Elle est restée dans l'histoire pour avoir été la première femme ayant siégé au Parlement britannique, le 1er décembre 1919, ayant concouru sous les couleurs du Parti conservateur, lors d'une élection partielle à la Chambre des communes.

## Biographie

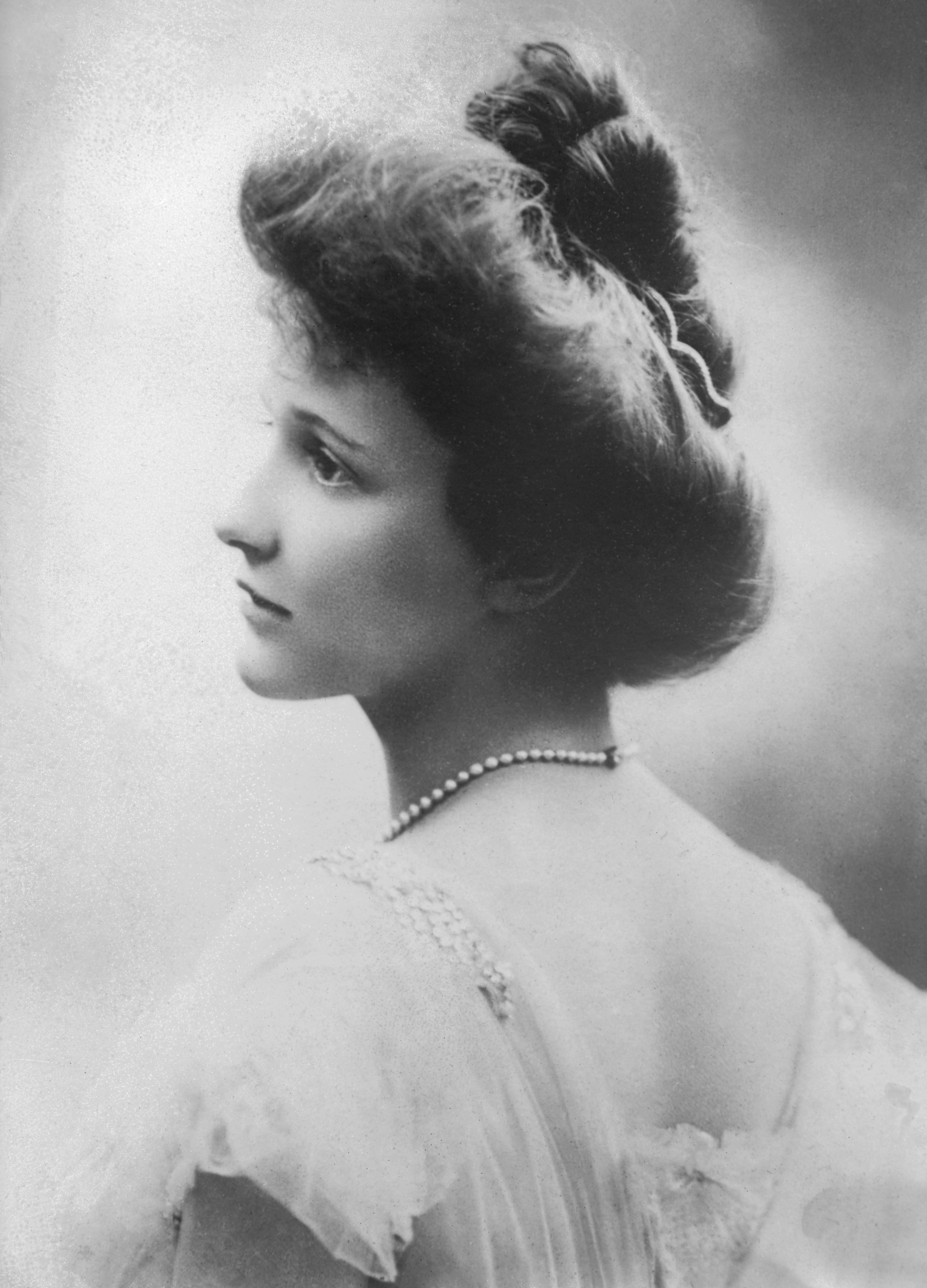
Nancy Astor, vers 1908.

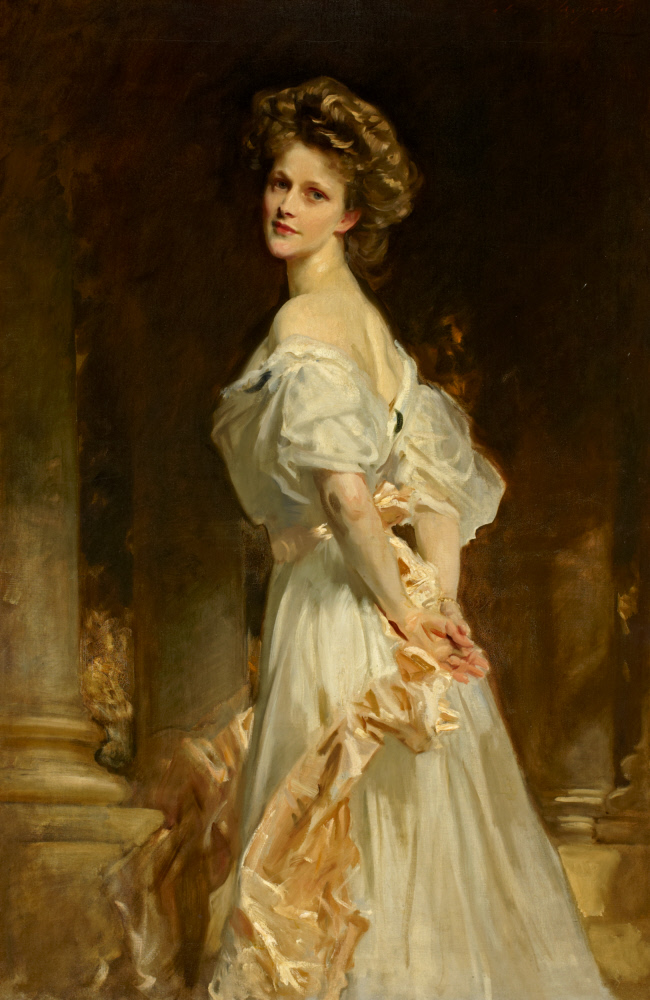
Lady Astor, par John Singer Sargent, 1909.

Nancy Witcher Langhorne est la troisième des cinq filles de Chiswell Langhorne (en) (1843-1919), industriel des chemins de fer et ancien propriétaire d'une plantation de tabac, et de son épouse née Anne Witcher.
En 1897, Nancy Witcher Langhorne épouse Robert Gould Shaw II (en), dont elle a un fils ; mais elle divorce en 1903.
Quelque temps plus tard, elle s'établit au Royaume-Uni, où elle fait la connaissance de Waldorf Astor, 2e vicomte Astor (1879-1952), qu'elle épouse en 1906. Son second mari présente la particularité anecdotique d'être né le même jour qu'elle, mais à New York.
Waldorf Astor est élu en 1910 à la Chambre des communes, sous l'étiquette du Parti conservateur, dans une circonscription de Plymouth. En 1918, toujours soutenu par les conservateurs, il est élu dans une circonscription voisine.
Le 18 octobre 1919, la mort du beau-père de Nancy Astor, William Waldorf Astor, fait 1er vicomte Astor par le roi George V en 1917, entraîne la dévolution du titre sur la tête de son fils, le faisant ainsi siéger à la Chambre des lords. Dès ce moment, le siège de député de Plymouth devient vacant, entraînant une élection partielle, à laquelle l'épouse du nouveau vicomte décide de participer.
Le 28 novembre 1919, Nancy Astor est élue à la Chambre des communes, où elle commence de siéger dès le 1er décembre. Elle occupe le siège, pour la circonscription de Plymouth Sutton, jusqu'en 1945, lorsqu'elle choisit de ne pas se représenter. Nancy Astor n'est toutefois pas la première femme à avoir été élue au Parlement britannique. Elle y a été brièvement précédée, le 14 décembre 1918, par l'Irlandaise Constance Markievicz, à ce moment-là incarcérée à la prison de Holloway et qui, à sa libération en 1919, refuse de siéger aux Communes, préférant se consacrer à la politique irlandaise en devenant, le 2 avril 1919, ministre du Travail dans le gouvernement républicain dirigé par Éamon de Valera. Il est à noter que le droit de vote des femmes et à l'éligibilité au Royaume-Uni avait seulement été légalisé l'année précédente, en 1918 (à l'époque, il fallait que celles-ci aient au moins 30 ans).
Elle s'engage en particulier sur la question des droits des femmes, contribuant à faire adopter en 1928 une réforme constitutionnelle abaissant l'âge du vote féminin à 21 ans (au même titre que les hommes) et sur la lutte contre l'alcool, étant à l'origine de la loi de 1923 prohibant la vente d'alcool aux personnes âgées de moins de 18 ans.
Son mari acquiert le célèbre diamant le Sancy. Elle le conserve jusqu'à sa mort en 1964. Le musée du Louvre l'achète en 1979 pour l'exposer dans la galerie d'Apollon.
Ses opinions anticatholiques et antisémites ainsi que sa dureté apparente (elle s'était publiquement réjouie de la mort d'un rival politique) ont fait chuter sa popularité après la Seconde guerre mondiale. Lady Astor est connue pour avoir dit un jour à Churchill : « Winston, si j'étais votre épouse, je mettrais du poison dans votre thé » Lequel lui a répondu : « Eh bien moi, Nancy, si j'étais votre époux, je le boirais ! ».

## Nancy Astor et la politique d'apaisement

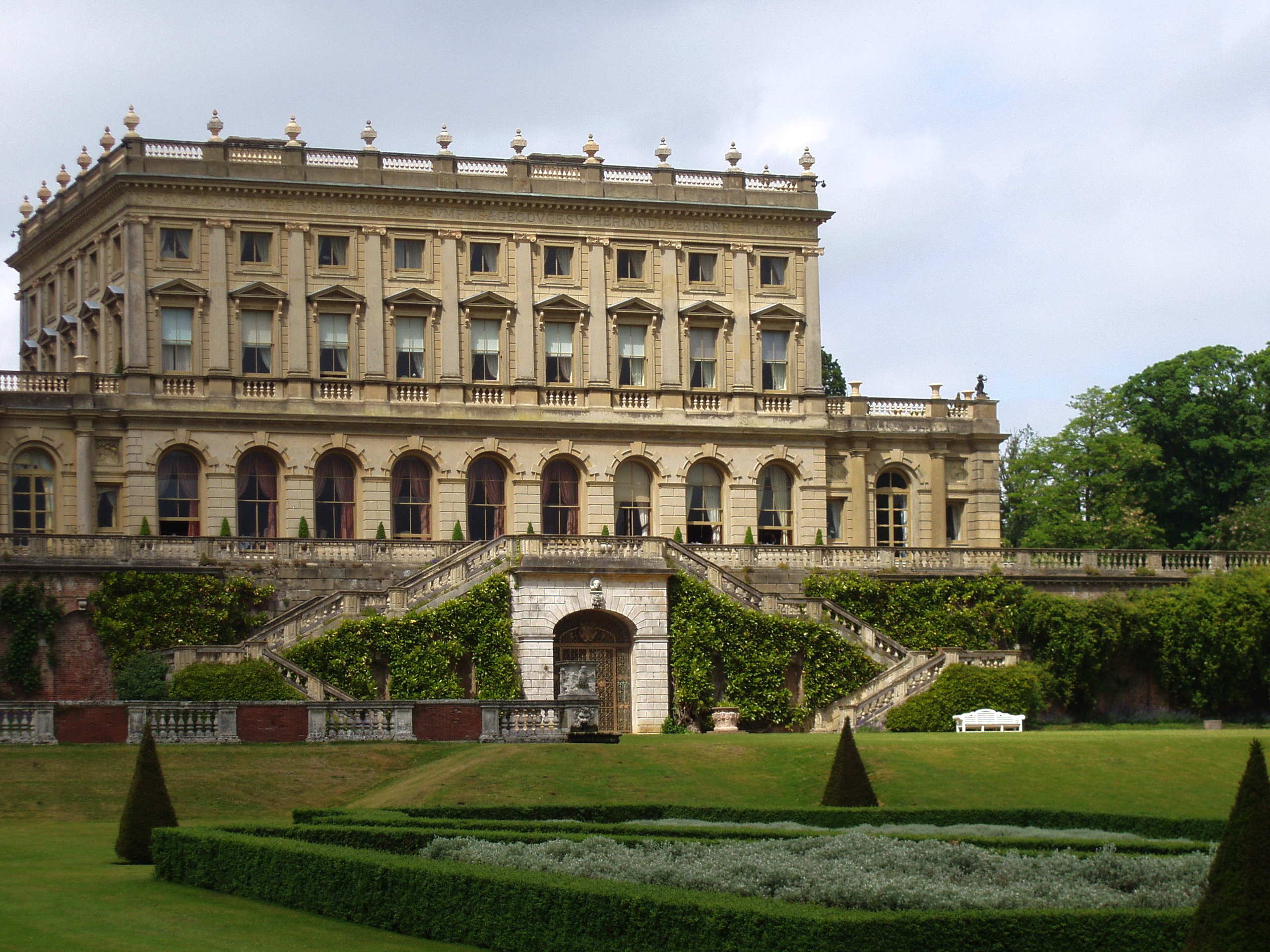
Cliveden House.

Bien que Lady Astor ait critiqué les nazis pour leur vision de la femme, elle est farouchement opposée à l'idée d'une autre guerre mondiale. Plusieurs de ses amis et associés, notamment Lord Lothian (Philip Kerr), Lord Halifax, Geoffrey Dawson, Sir Neville Henderson, Montaigu Norman, sont très fortement impliqués dans la politique d'apaisement. Son groupe est connu sous le nom de « Cliveden set », (Cliveden est le nom du château des Astor).